# IC 568
IC 568 ist eine Balken-Spiralgalaxie vom Hubble-Typ SBb im Sternbild Löwe am Himmelsäquator. Sie ist schätzungsweise 386 Millionen Lichtjahre von der Milchstraße entfernt und hat einen Durchmesser von etwa 195.000 Lichtjahren.

Im selben Himmelsareal befinden sich u. a. die Galaxien IC 565, IC 570, IC 571, IC 572.
Das Objekt wurde am 15. Januar 1894 von dem französischen Astronomen Stéphane Javelle entdeckt und später von dem dänischen Astronomen Johan Dreyer in seinem Index-Katalog verzeichnet.